# Édouard Lobaw
Édouard Anatolievitch Lobaw (en biélorusse : Эдуард Анатолевіч Лобаў ; łacinka : Eduard Anatolievič Łobaŭ ; en russe : Эдуард Анатольевич Лобов, Édouard Anatolievitch Lobov), né le 1er décembre 1988 et mort le 26 janvier 2023, est un militant pro-démocratie et combattant biélorusse, membre du Malady Front. Emprisonné de 2010 à 2014 par le gouvernement biélorusse pour sa participation à des manifestations contre le président Alexandre Loukachenko, il est considéré par Amnesty International comme un prisonnier d'opinion. Après sa libération, il s'engage aux côtés de l'Ukraine dans la guerre russo-ukrainienne, au cours de laquelle il meurt au front début 2023.

## Militantisme
Le 19 décembre 2010, après l'élection présidentielle biélorusse qui voit la défaite de l'opposant démocrate Andreï Sannikov face à Alexandre Loukachenko, souvent surnommé le dernier dictateur d'Europe, de nombreux manifestants protestent contre des résultats qu'ils estiment truqués.
Édouard Lobaw prend activement part à la préparation des manifestations. Le 15 décembre, il est arrêté et brièvement détenu avec deux autres militants du Malady Front pour avoir placé des panneaux demandant la démission de Loukachenko sur ses bureaux à Minsk. Selon Amnesty International, Lobaw est attaqué la veille des manifestations par des agresseurs inconnus, et immédiatement arrêté par la police avec Zmitsier Dachkiévitch (en), le chef du Malady Front. Il est condamné à quatre ans dans le camp de travail d'Ivatsevitchy pour avoir agressé ses assaillants,. Le 31 août 2011, il refuse de formuler une demande officielle de pardon.

### Détention
L'incarcération d'Édouard Lobaw est dénoncée par Amnesty International : elle inscrit Lobaw et Dachkiévitch à sa liste de prisonniers d'opinion et réclame leur libération immédiate. Son dossier est « parrainé » par le député allemand Florian Toncar (en), qui qualifie son procès et son incarcération de « stalinistes ». Il fait également partie des finalistes du prix Sakharov 2013 en tant que dissident biélorusse. Il est finalement libéré le 18 décembre 2014.

## Guerre en Ukraine

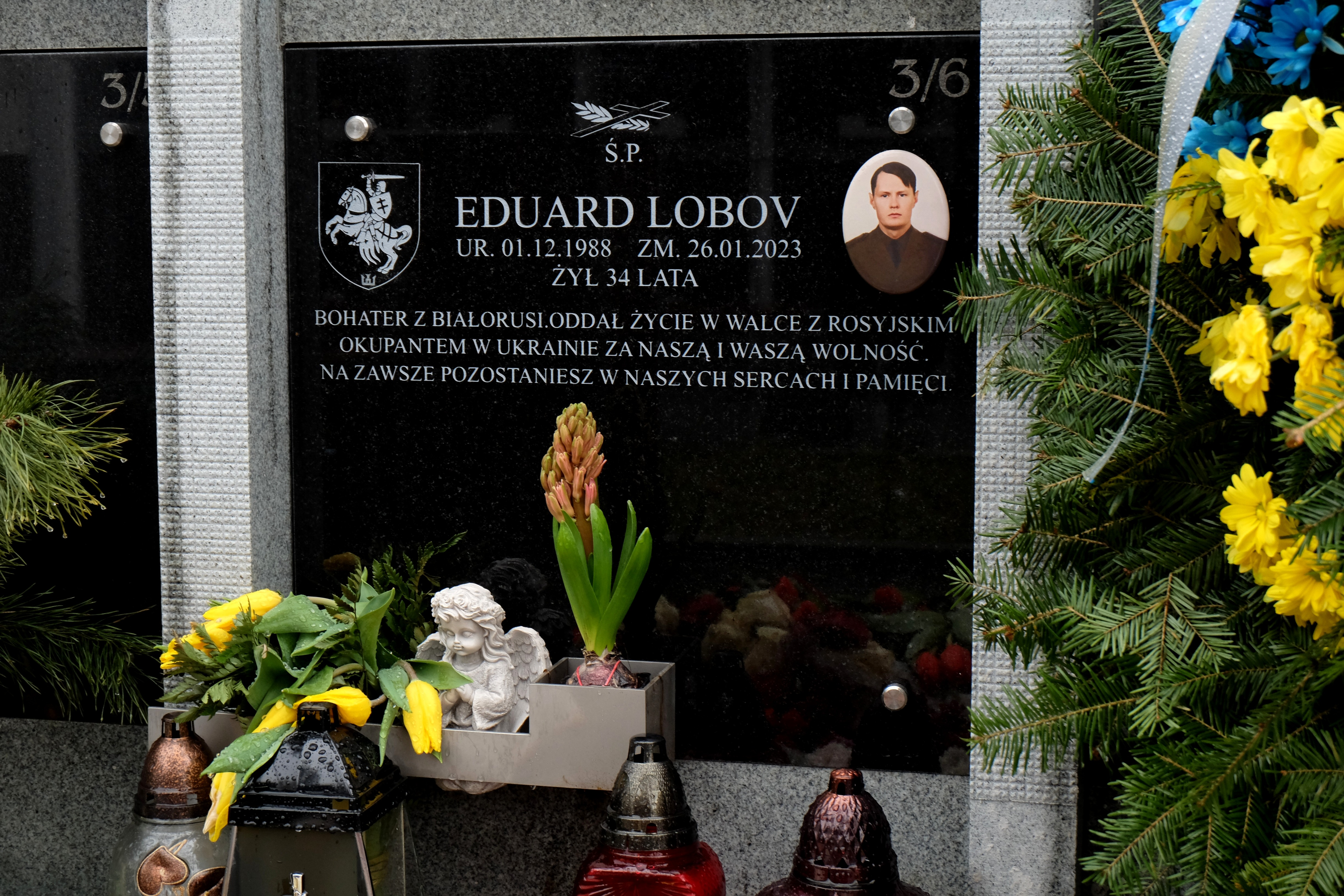
Tombe de Lobaw au cimetière militaire de Powązki.

Dès l'été 2015, Lobaw s'engage en tant que volontaire du côté ukrainien dans la guerre du Donbass, et participe notamment aux combats près de Marioupol. Il fait partie du régiment Kastous-Kalinowski, composé entièrement de Biélorusses. Le 26 janvier 2023, il meurt au front près de Vouhledar, lors des combats consécutifs à l'invasion de l'Ukraine par la Russie de 2022. Une cérémonie funéraire a lieu en son honneur en la cocathédrale Saint-Alexandre de Kiev le 4 février 2023. Il est ensuite inhumé à Varsovie, au cimetière militaire de Powązki, le 17 février 2023.